# Municipio de Rundāle
El municipio de Rundāle (en Letón: Rundāles novads) es uno de los ciento diez municipios de Letonia, que abarca una pequeña porción del territorio de dicho país báltico. Fue creado durante el año 2009 después de una reorganización territorial. La capital es la villa de Pilsrundāle.

## Ciudades y zonas rurales
- Rundāles pagasts (zona rural)
- Svitenes pagasts (zona rural)
- Viesturu pagasts (zona rural)

## Población y territorio
Su población se encuentra compuesta por un total de 4.384 personas (2009). La superficie de este municipio abarca una extensión de territorio de unos 231,1 kilómetros cuadrados. La densidad poblacional es de 18,98 habitantes por cada kilómetro cuadrado.